# Давид Давидов
Давид Исаков Давидов е български учен икономист от еврейски произход. През 1972 г. става 8-ият ректор на УНСС (тогава "Висш икономически институт „Карл Маркс“)

## Биография
Давид Исаков Давидов е роден в София на 1 септември 1925 г. От 1941 г. е член на РМС, а от 1950 г. и на БКП. След 9 септември 1944 г. е организационен секретар на ЕМОС в София. Завършил е Планово-икономическия институт в Ленинград (1950 г.) (днес Санктпетербургски държавен университет). След това започва работа във Висшия икономически институт в София. Професор е от 1975 г. в УНСС; ректор на университета в периода 1972 – 1975 г. Бил е член на БКП и е заемал различни държавни постове. В това число зам.-министър на труда и социалните грижи, зам.-министър на тежката промишленост, зам.-председател на Държавния комитет за наука, технически прогрес и висше образование, председател на Съвета по производителните сили към Държавния съвет, директор на Института за социално управление.
Освен ректор на УНСС, в същия университет проф. Давидов е бил ръководител на катедра „Икономика на промишлеността“ и на катедра „Теория на управлението и моделиране на стопански системи“, на програмната лаборатория за системен анализ и управление, като един от създателите на катедра „Икономика на труда“ и неин ръководител.